# Defensive Architektur

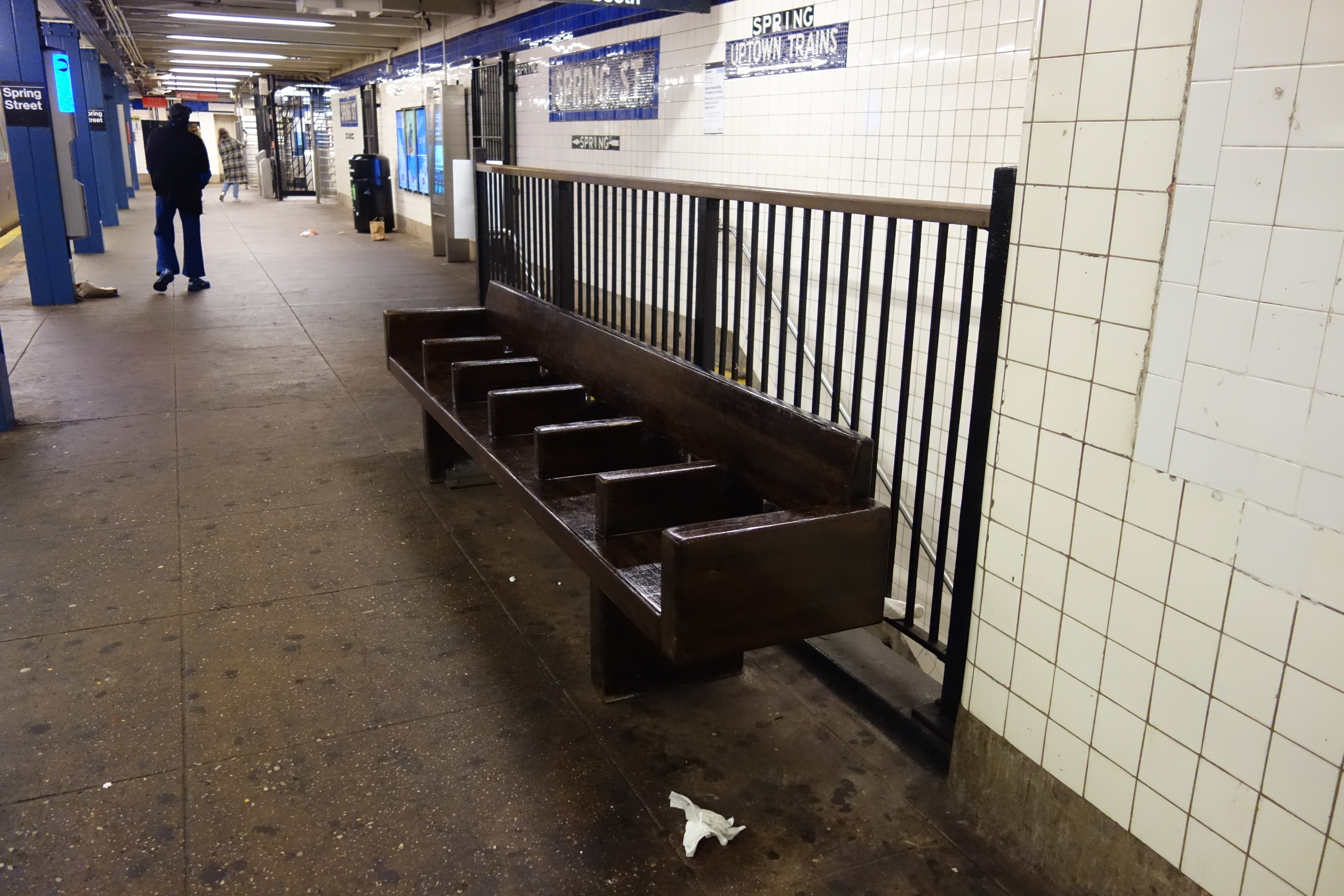
Holzbank mit Armlehnen in der Mitte, New York City Subway

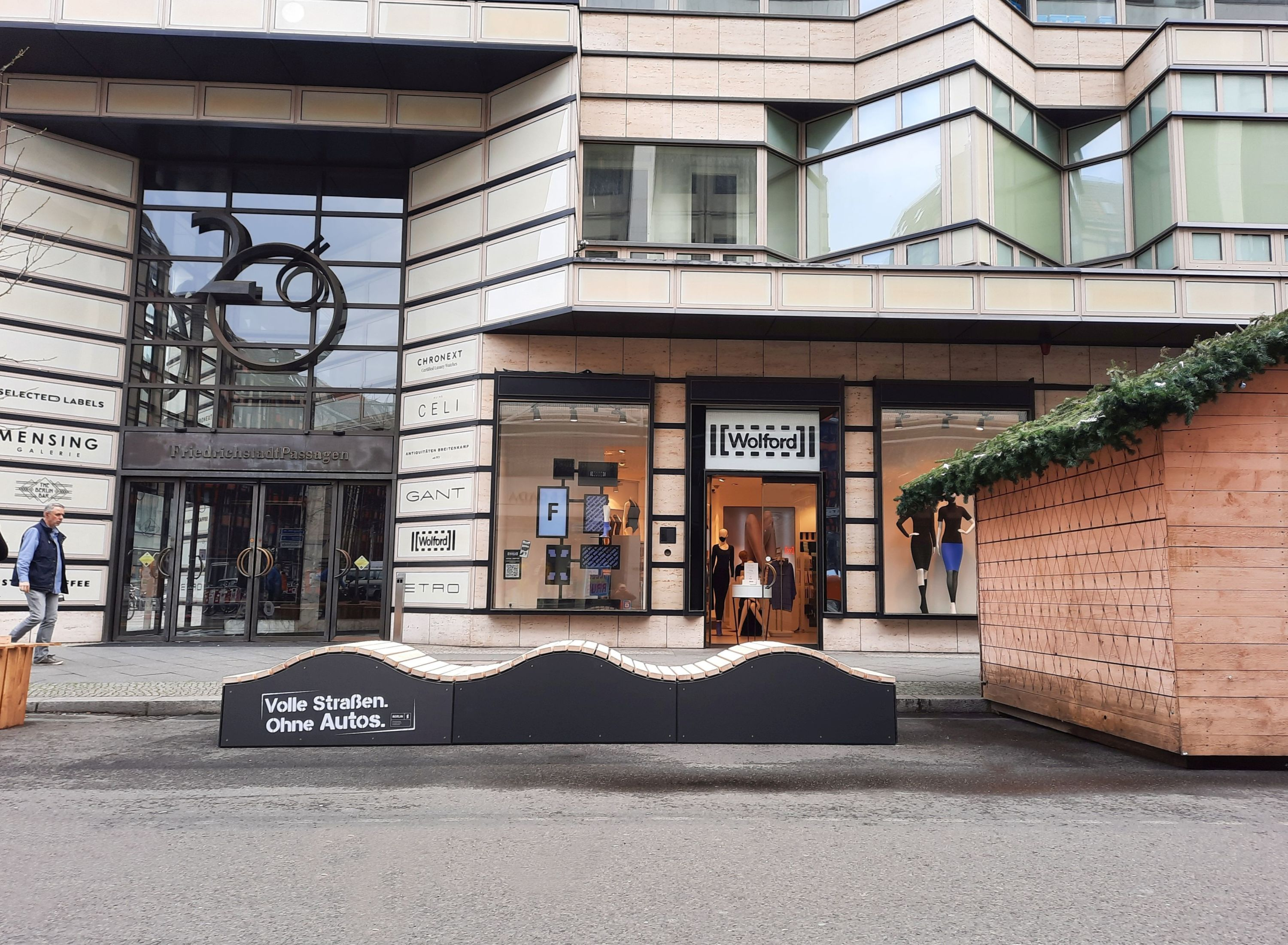
Gewelltes Parklet in der autofreien Zone der Berliner Friedrichstraße (2021)

Defensive Architektur (auch: Anti-Obdachlosen-Architektur; Feindliches Design, englisch: hostile architecture, defensive architecture, hostile design, deterrent design, defensive urban design, unpleasant design, exclusionary design) ist eine Form der Gestaltung des öffentlichen Raums, des öffentlichen Personennahverkehrs, öffentlicher Gebäude, von Stadtmöbeln oder anderen Objekten, um Aktivitäten wie das Skateboardfahren, das Anbringen von Graffiti oder den Aufenthalt von Obdachlosen und Suchterkrankten zu verhindern. Im weiteren Sinn kann auch die Vermeidung von Verunreinigungen, Diebstählen und Autounfällen oder die Vergrämung von Tieren gemeint sein. Der Begriff „defensive Architektur“ belegte den dritten Platz bei der Wahl zum Unwort des Jahres 2022.

## Geschichte und Begriffe
„Defensive architecture“ bedeutet ursprünglich „Wehrarchitektur“. Ab den 1980er Jahren wurde die Bedeutung des Begriffs im Englischen von historischen Befestigungsanlagen gegen feindliche Angriffe auf jegliche bauliche Abwehrmaßnahmen gegen Menschen, Tiere und bestimmte Aktivitäten übertragen. Im Deutschen verbreitete sich der Begriff „defensive Architektur“ seit den 2010er Jahren.
Die New Yorker U-Bahn stellte ab den 1970er Jahren Holzbänke auf, die sich nicht zum Schlafen im Liegen eigneten, da zwischen jedem Sitzplatz eine Armlehne montiert war. Ab den 80er Jahren wurden auch Anti-Obdachlosen-Bänke aus Metall verwendet. 1990 entfernte die MTA fünf Bänke in der Station Grand Central Station nach Kritik.
Anbieter von Stadtmöbeln bewerben unter anderem die abschreckende („deters rough sleeping“) oder präventive („to prevent loitering“) Wirkung ihrer Produkte und sprechen von der Benutzung zum Liegen in diesem Zusammenhang als „Missbrauch zum Liegen“.
Ideen defensiver Architektur gehen auf die seit den 1960er Jahren im angloamerikanischen Raum entwickelte Strategie der Kriminalprävention durch environmental design zurück (Crime prevention through environmental design, CPTED) und den 1972 vom Stadtplaner Oscar Newman geprägten Begriff des „defensible space“ („zu verteidigender Raum“). Im Englischen hat sich in den 2010er Jahren zunehmend der kritische Begriff „hostile architecture“ („feindselig“, „abweisend“) durchgesetzt. Der Begriff „defensive architecture“ wurde als Euphemismus kritisiert. Im Deutschen wird als Kritik häufig der Begriff „Anti-Obdachlosen-Architektur“ gebraucht.
Im Baukulturbericht der Bundesstiftung Baukultur wurde den deutschen Industrie- und Handelskammern 2021 die Frage gestellt: „Haben Sie den Eindruck, dass sichtbare defensive Architektur im öffentlichen Raum (wie Poller o. ä.) im direkten Umfeld negativen wirtschaftlichen Einfluss auf Handel und Gewerbe haben?“. 41 Prozent antworteten mit Ja, 59 mit Nein.

## Kritik
Die Vertreibung bestimmter Gruppen aus dem öffentlichen Raum durch Mittel der defensiven Architektur wird vielfach kritisiert. Der Philosoph Mickaël Labbé fasst die Kritik in drei Punkten zusammen: Erstens verdränge die defensive Architektur lediglich Probleme aus dem Blickfeld, "ohne auch nur den Ansatz einer Lösung zu bieten". Zweitens sei abschreckendes Mobiliar letztlich für alle von Nachteil, etwa auch für Menschen mit Behinderung, Schwangere oder Ältere. Drittens "macht es [unsere Städte] hässlich und widerspricht so unserem Bedürfnis nach einer Schönheit, die sich [...] in den Gebrauchsgegenständen unserer gewöhnlichen Umwelt verkörpert". Labbé verurteilt in seiner Streitschrift eine weltweite Entwicklung einer "Architektur der Verachtung" und fordert als Gegenmodell eine "Architektur der Achtung", die alle Nutzergruppen berücksichtigt.
Im April 2022 geriet eine Kampagne der Landeskoordinierungsstelle Tolerantes Brandenburg in die Kritik. Diese hatte 150 „Bänke gegen Rassismus“ aufgestellt, deren Lehne länger als die Sitzfläche ist. Symbolisch sollten die Bänke vermitteln, dass rassistische Ausgrenzung keinen Platz hat. Kritisiert wurde, dass die Bänke zu kurz seien, um darauf zu liegen, und somit ein Merkmal der defensiven Architektur erfüllten.

## Beispiele

### Kersten-Miles-Brücke (Hamburg)
Eine Debatte in Deutschland entstand um die Gestaltung der Flächen unterhalb der Kersten-Miles-Brücke in Hamburg im Jahr 2011. Die vormals von Obdachlosen als Schlafplatz genutzte Fläche wurde für 100.000 Euro mit Findlingen ausgestaltet und anschließend auch eingezäunt. Nach Protesten wurde der Zaun abgebaut und aufgrund einer Neugestaltung des Gebiets 2014 auch die Findlinge wieder entfernt.

### Camden-Bänke (London)

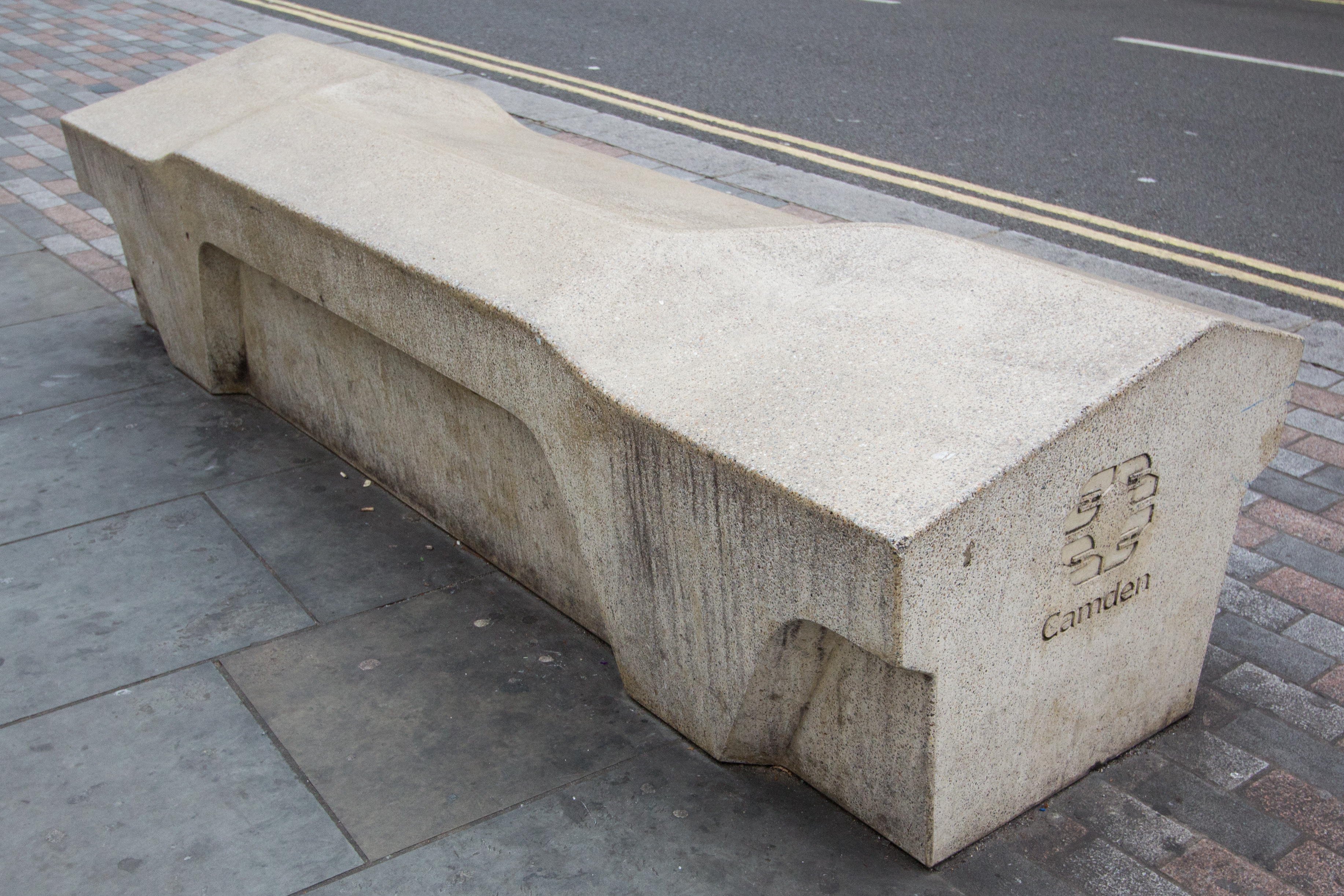
Camden-Bank (2015)

2012 sorgte das Aufstellen eines ausschließlich zum Sitzen geeigneten Betonbanktyps im Londoner Stadtteil Camden für eine Debatte um den Einsatz defensiver Architektur. Die Gestaltung der Bank verhindert nach Angaben des britischen Herstellers Factory Furniture das Schlafen und Ablegen von Müll, da keine waagerechten Oberflächen vorhanden sind, sowie das Verstecken von Drogen. Die Nutzer können ihre Taschen in Einbuchtungen hinter ihren Beinen ablegen und so vor Diebstahl schützen. Zudem könne die Bank als Barriere dienen, um Autounfällen und Terrorismus vorzubeugen.

### Sitzkiesel (Berlin)

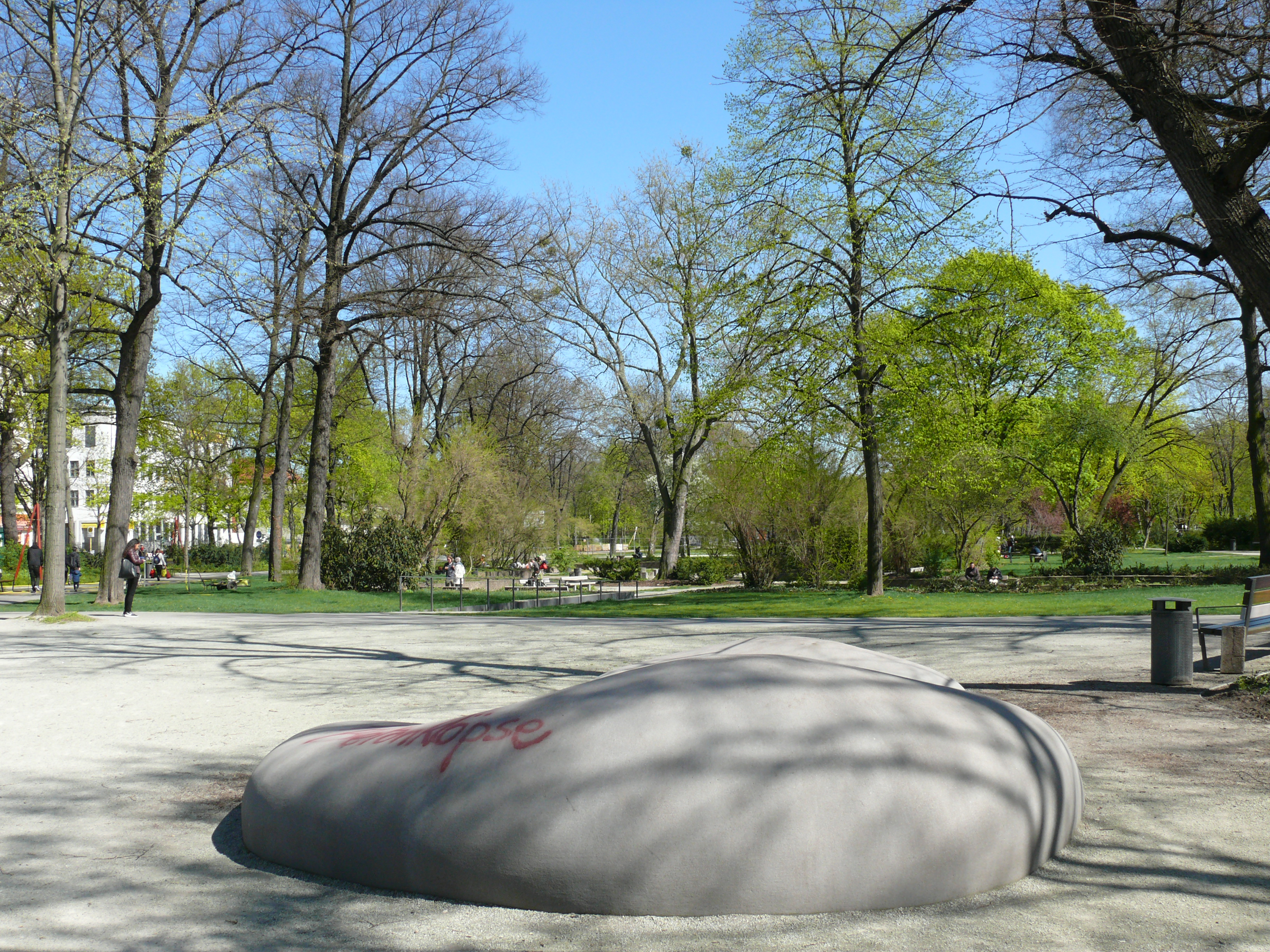
„Sitzkiesel“ im Ottopark in Berlin

Seit den 2010er Jahren wurde über die Installation sogenannter „Sitzkiesel“ im öffentlichen Raum diskutiert, also Sitzgelegenheiten in Kiesform. Sie wurden unter anderem im Ottopark in Berlin-Moabit installiert, der für seine Trinker- und Drogenszene bekannt ist. Die Sitzkiesel wurden von Anwohnern als unpraktisch kritisiert.

### Musik

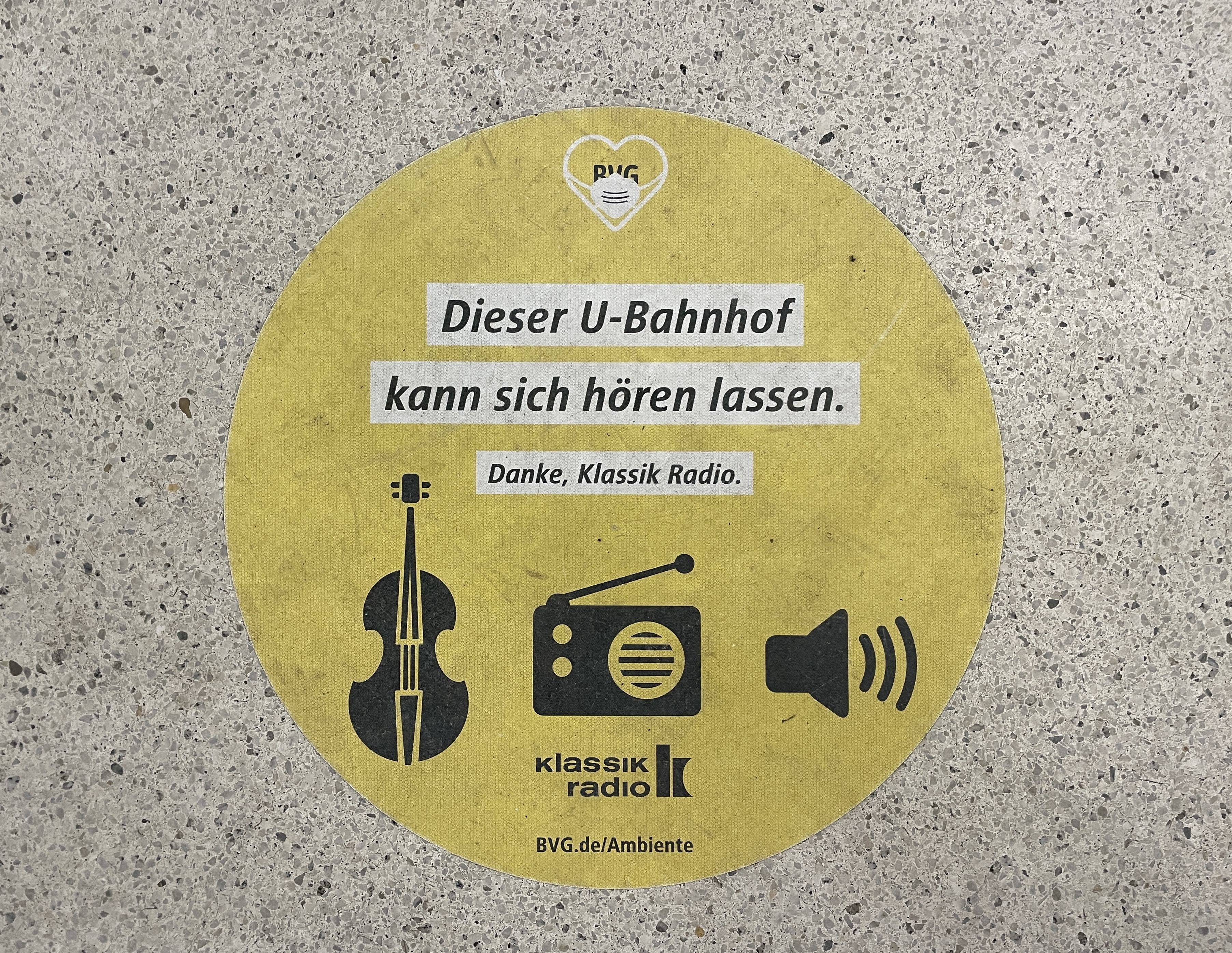
Aufkleber der BVG mit Hinweis auf Musik von Klassik Radio im U-Bahnhof Unter den Linden

In verschiedenen deutschen Städten wird Musik gegen Obdachlose und Drogenabhängige eingesetzt, etwa am Bahnhofsvorplatz des Frankfurter Hauptbahnhofs. Die Deutsche Bahn kündigte 2018 atonale Musik als Mittel gegen den Aufenthalt Obdachloser am Berliner S-Bahnhof Hermannstraße an. Nach Protesten wurde die Maßnahme nicht umgesetzt. In Bahnhöfen der Münchner U-Bahn wird klassische Musik unter anderem eingesetzt, um für Fahrgäste ein Gefühl der subjektiven Sicherheit zu erzeugen. In der Stuttgarter Klett-Passage spachtelten Aktivisten 2022 einen Lautsprecher mit Beton zu, der zur Vertreibung Obdachloser mit Musik angebracht worden war. Die Berliner Verkehrsbetriebe kündigten den Einsatz klassischer Musik auf vier U-Bahnhöfen im März 2022 an.

### Weitere Beispiele
Häufige Beispiele sind Bänke mit unebenen Sitzflächen oder mit Bügeln, die das Liegen verhindern sollen. Weitere Beispiele sind
- Blaues Licht (gegen Drogenkonsumenten, die sich Substanzen in eine (blaue) Vene injizieren)[32]
- Sprinkler-Anlagen (gegen Obdachlose)[33]
- Uneben oder mit Armlehnen gestaltete Sitzbänke oder Sitzschalen im öffentlichen Nahverkehr (gegen Obdachlose)[34]
- Ultraschall (gegen Jugendliche)[35]
- Taubenspikes und andere Maßnahmen zur Vogelabwehr[36]
- Steine, Findlinge,[37] Formelemente, Poller oder Bolzen in ansonsten ebenen Flächen
- Speziallackierungen gegen Wildpinkler

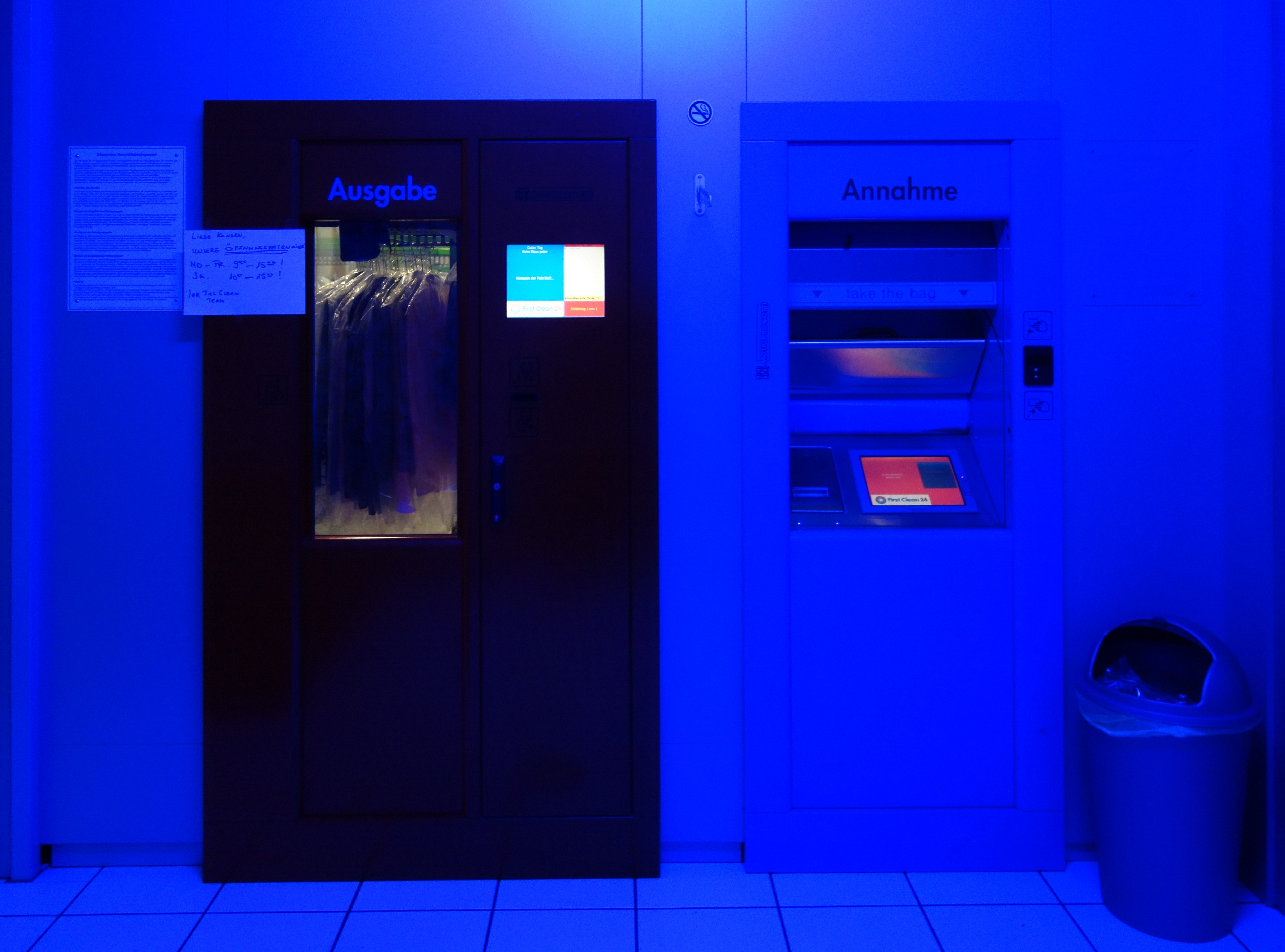
Blaues Licht gegen intravenösen Drogenkonsum im Vorraum einer Düsseldorfer Reinigung mit Nachtzugang
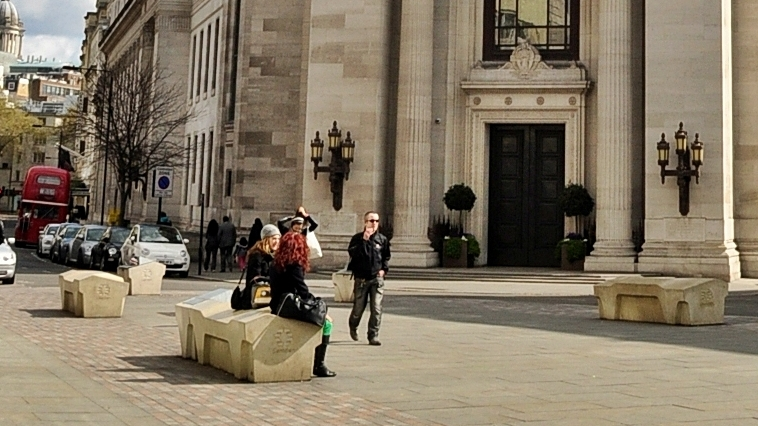
Camden-Bänke in London
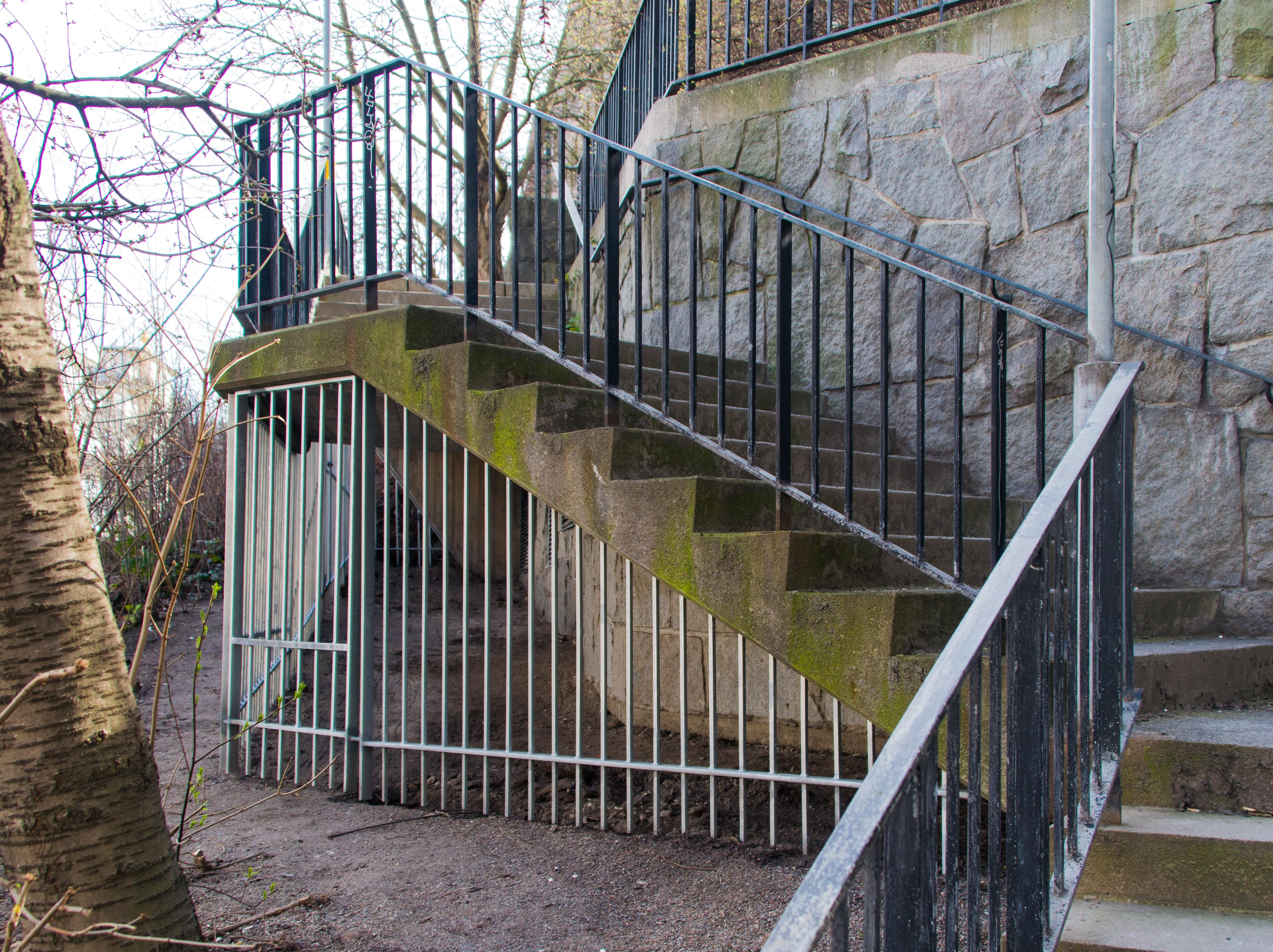
Zaun gegen Obdachlose in Stockholm
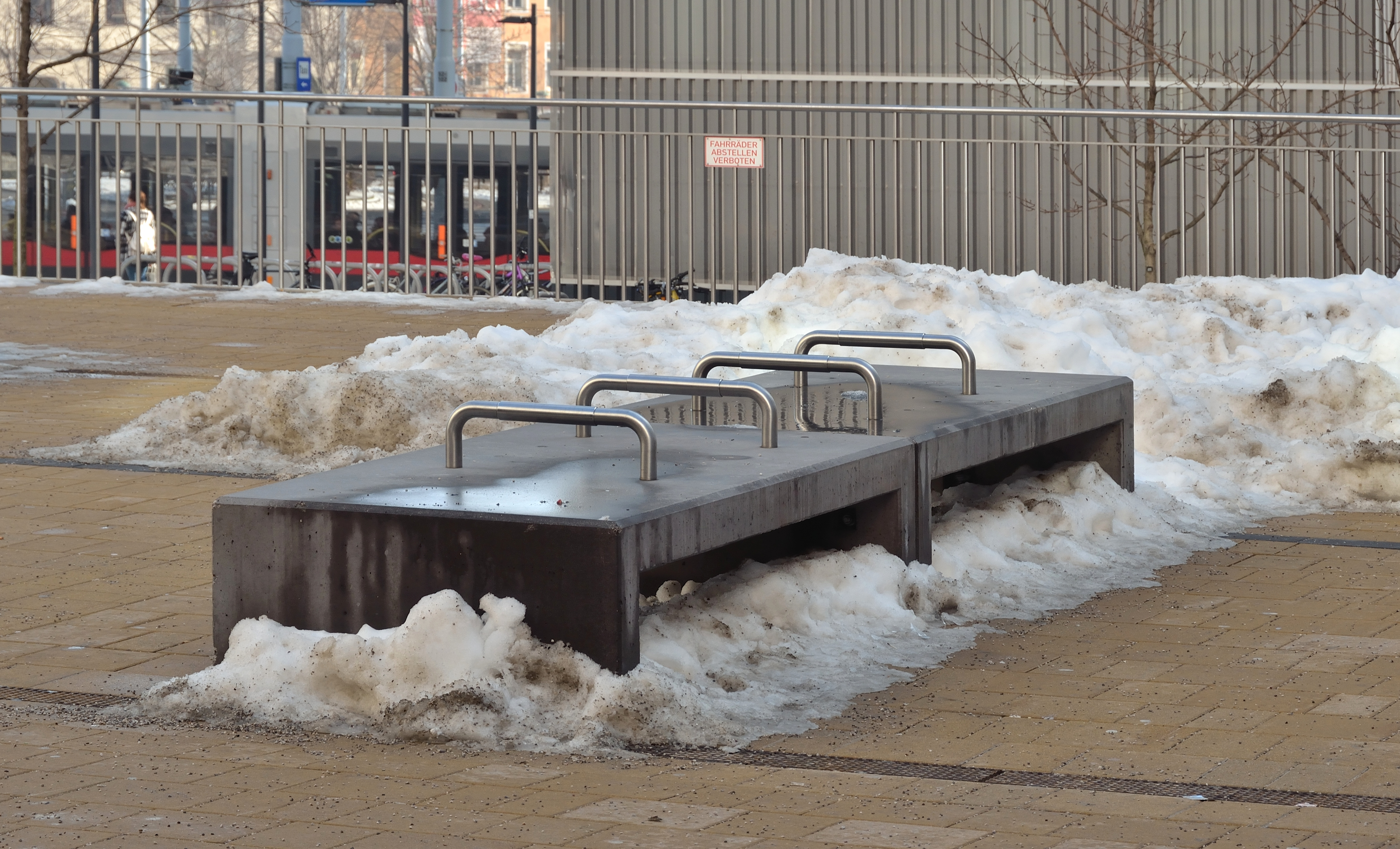
Betonbänke vor dem Wiener Westbahnhof

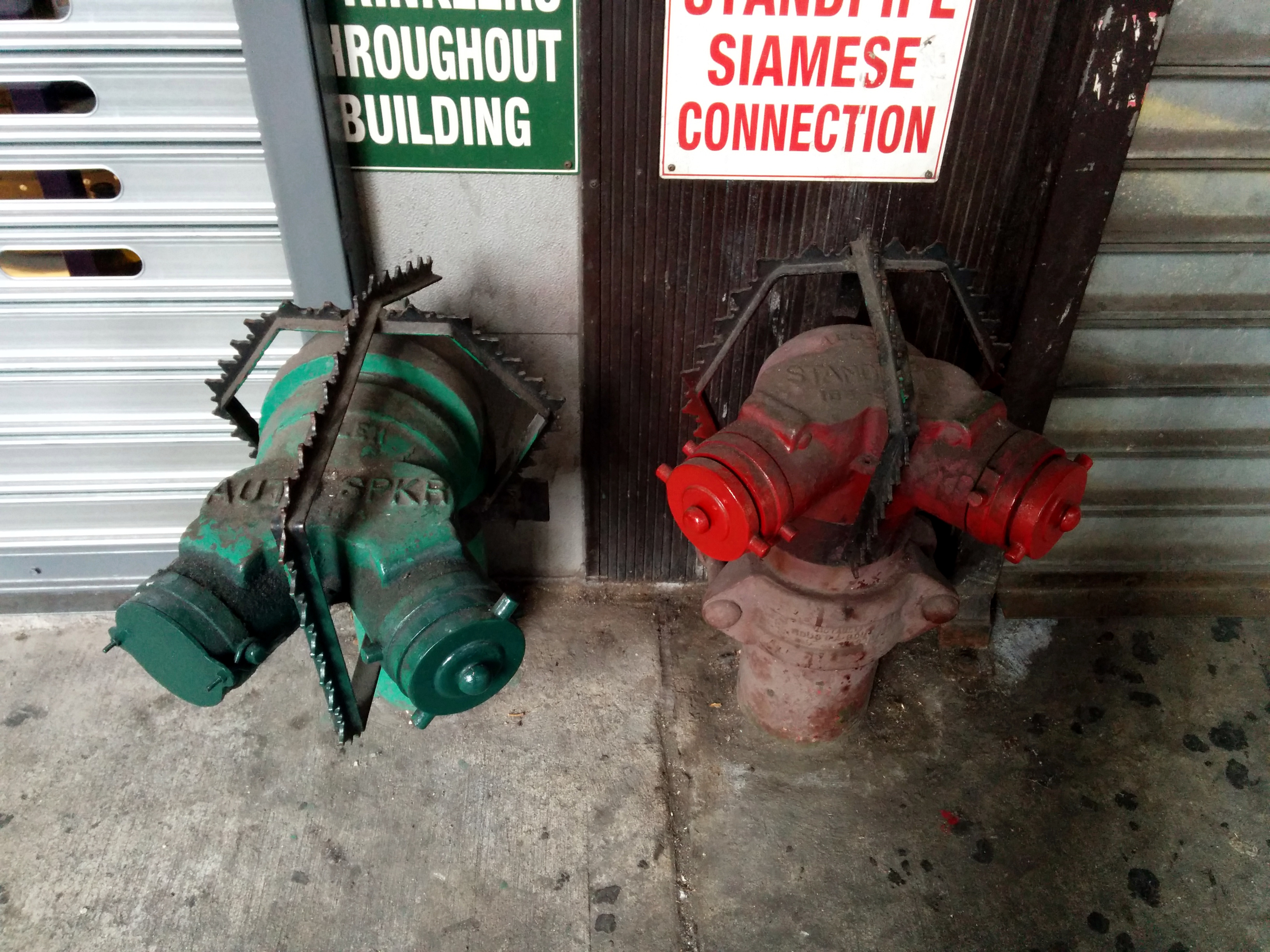
Dornen an Hydranten in New York
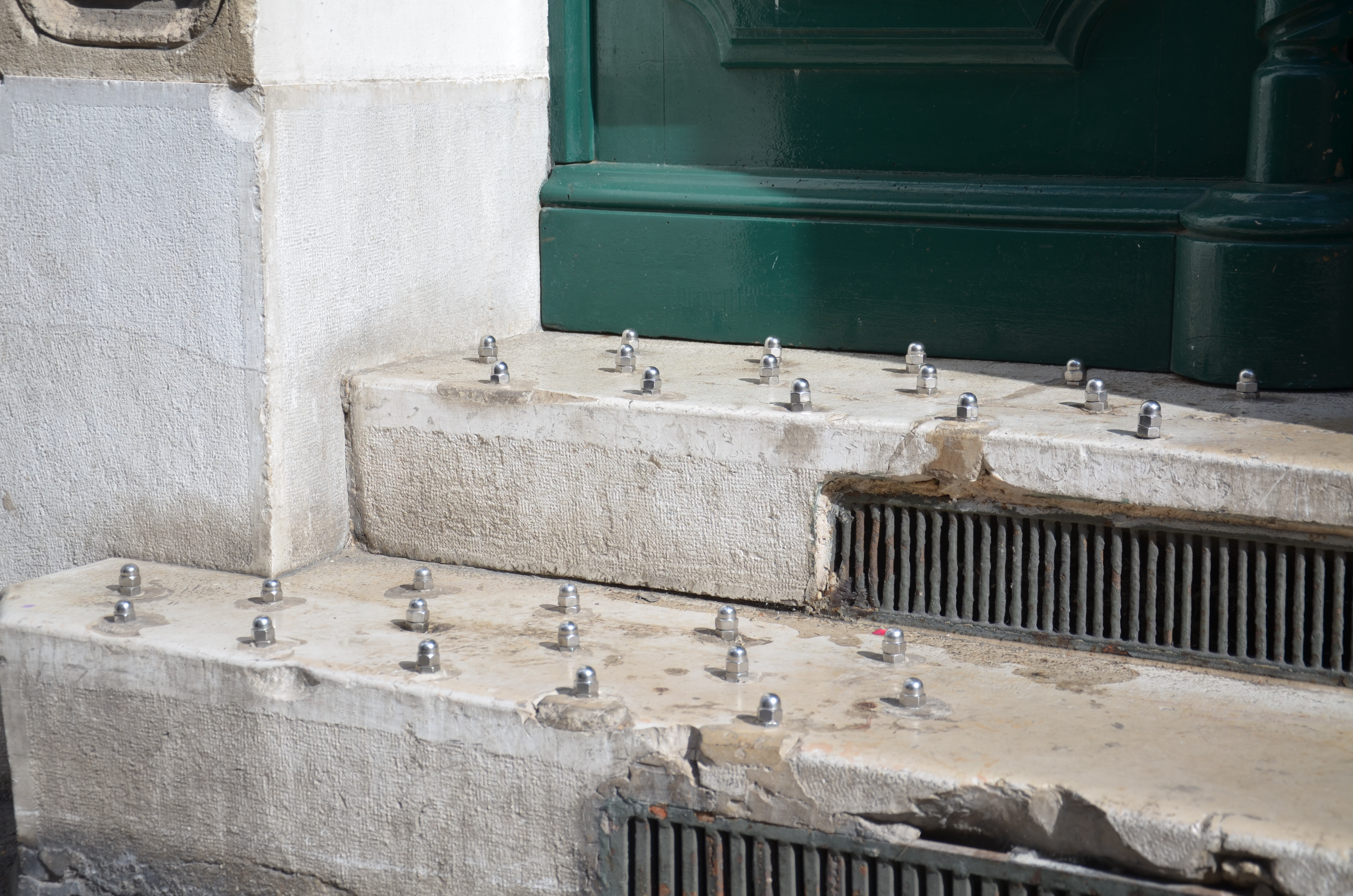
Bolzen neben einem Hauseingang in Marseille
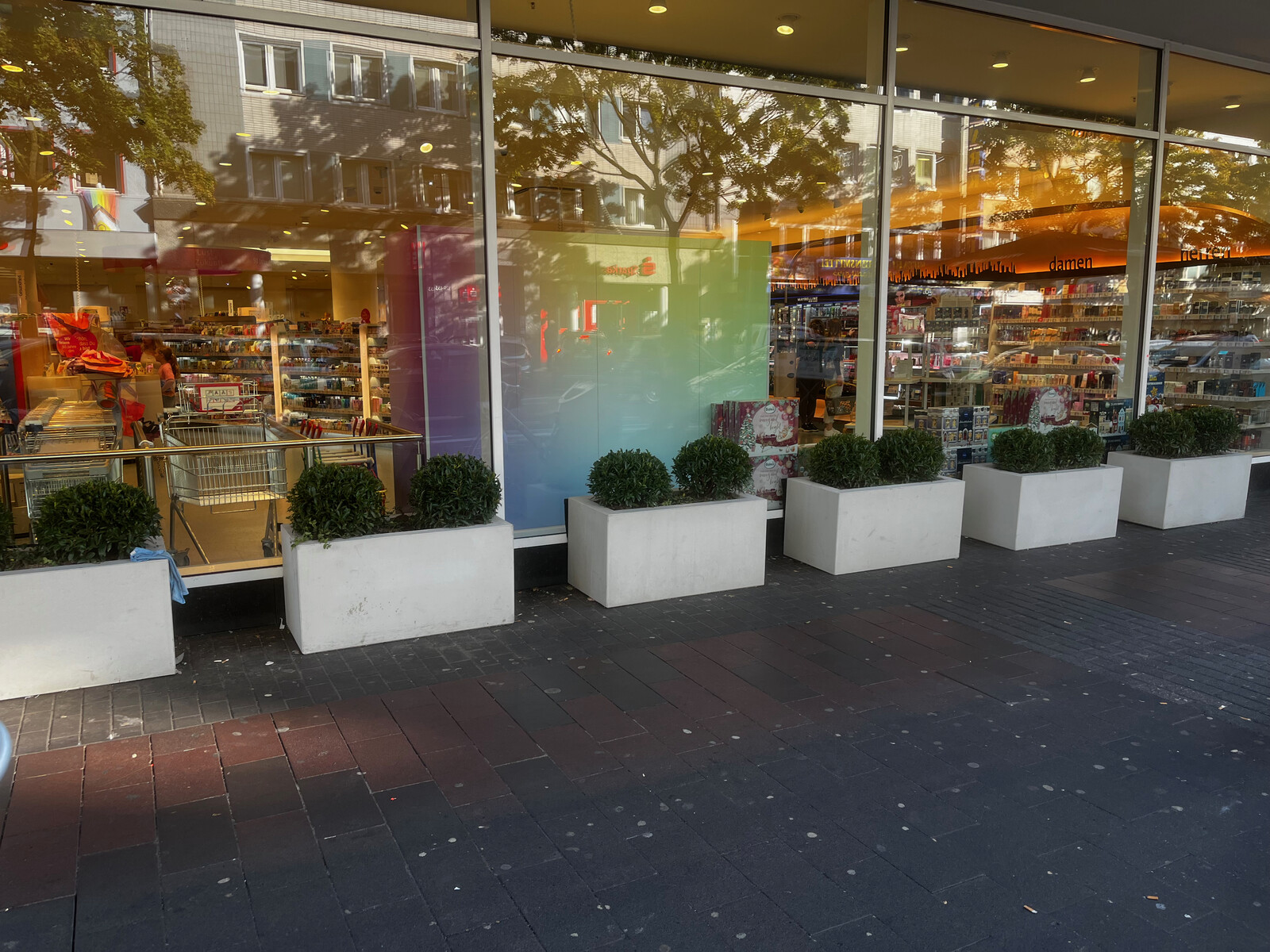
Blumenkübel statt Obdachlosen-Schlafplätze in Köln

## Künstlerische Rezeption
Der britische Künstler Nils Norman veröffentlichte in seinem Künstlerbuch The Contemporary Picturesque 2000 Fotografien von Anti-Obdachlosen-Architektur in Großstädten. Die amerikanische Künstlerin Sarah Ross entwarf 2005 für ihr Projekt Archisuits Kleidung, deren Form so an Elemente defensiver Architektur angepasst ist, dass man bequem darauf sitzen kann.
Der deutsche Rapper Disarstar veröffentlichte 2022 ein Video auf YouTube, in dem er auf einer Sitzfläche neben dem Empire Riverside Hotel im Hamburger Stadtteil St. Pauli angebrachte Metallbügel mit einem Trennschleifer entfernte.
Der Stuttgarter Architekturstudent Maximilian Sinn klärt über defensive Architektur auf, indem er deutsche Beispiele auf dem Instagram-Kanal hostile_germany dokumentiert und kartografiert. Dabei entwarf er auch Betonsitze, mit denen eine mit Stahlwinkeln verschlossene Sitzfläche am Stuttgarter Hauptbahnhof wieder nutzbar gemacht werden konnte.